# Judasöra
För byggnadsdetaljen på träfartyg (även kallat "manshuvud"), se bogspröt
Auricularia polytricha omdirigeras här men kan också syfta på en annan svampart.
Judasöra (Auricularia auricula-judae, även: Auricularia polytricha,  Auricularia auricula, Auricularia sambucina och Hirneola auricula-judae) är en trädväxande matsvamp, främst använd i östasiatisk matlagning. Som art är svampen utbredd över större delen av världen.

## Beskrivning
Den mörkbruna fruktkroppen har en vågig struktur, liknande människoörat. Den sticker ut från stammen på värdväxten (i Sverige vanligtvis fläder eller alm) och har en konvex, finhårig yta. Fruktköttet är ofta genomborrat av något som kan likna blodådror. Undersidan är i början gråaktig, men blir senare köttfärgad eller brun. Ovansidan är dock alltid mörkare. Judasörats fruktkött är segt och elastiskt, brosk- eller geléaktigt, men skrumpnar snabbt ihop vid torkning och blir benhårt. Doften har ofta inslag av mögel eller jord, men smaken är mild. Sporpulvret är vitt. Svampen är mycket frost- och köldtålig och kan grävas fram ur snön.

## Värdväxter
Judasörat är en parasit på levande träd, där den bryter ned ligninet, men kan även leva på döda träd. Den vitt spridda svampen trivs på många träd, till exempel björk, robinia, alm, valnöt, mango, kapok och framför allt fläder. Fruktkroppen kan hittas större delen av året, och är mycket frosttålig – svampen kan även grävas fram ur djup snö.

## Etymologi
Svampens tunna, oregelbundna form påminner om ett människoöra och heter därför på kinesiska mù ěr (木耳) "träöra") eller hēi mù ěr (黑木耳), "svart trädöra". På japanska heter den kikurage (キクラゲ), "trädmanet", men kan även på japanska skrivas på samma sätt som kinesiska. Benämningen "judasöra" förekommer på de flesta europeiska språk, liksom i det vetenskapliga namnet, och kommer av att svampen vanligtvis växer på fläder, det träd som Judas ska ha hängt sig i.

## Användning

### Matlagning

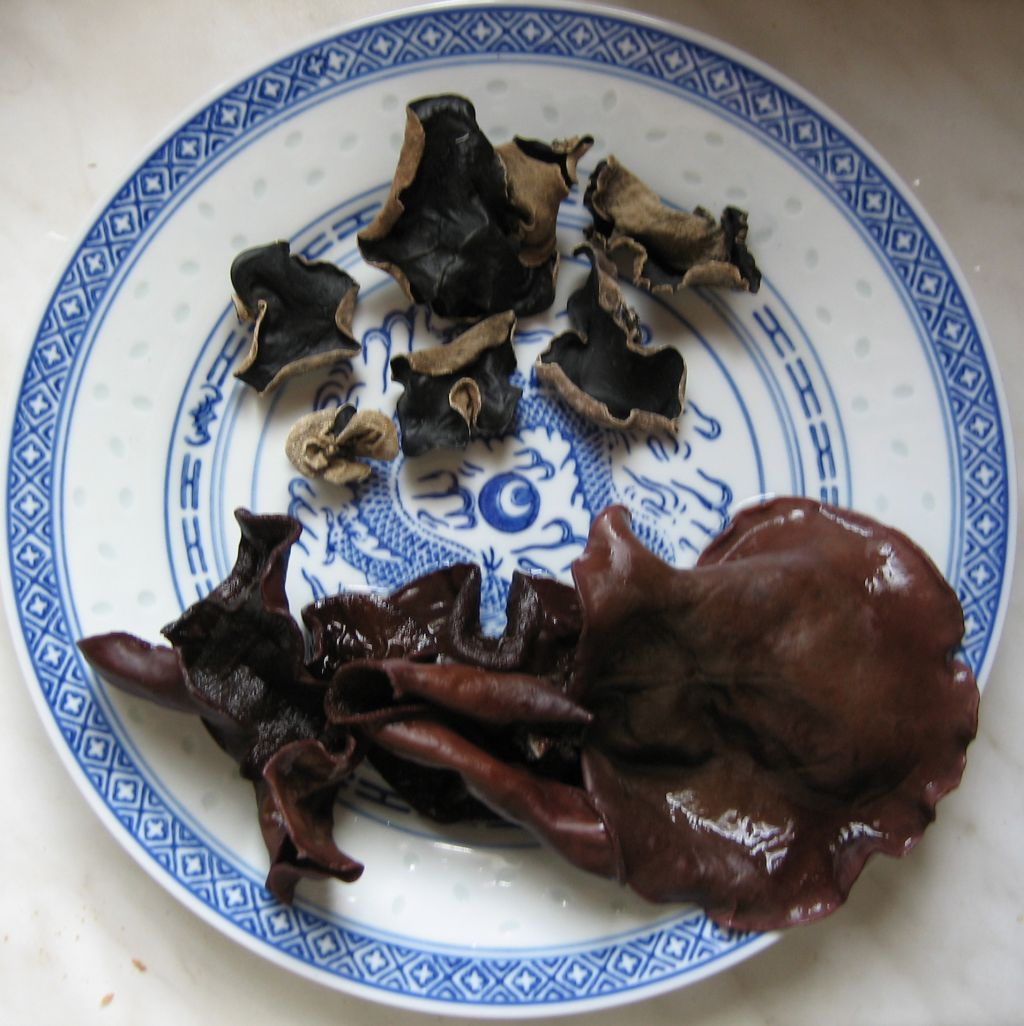
Torkade och blötlagda judasöron

Torkat judasöra kan köpas i handeln, framför allt är det arten Auricularia polytricha som saluförs i asiatiska livsmedelsaffärer. Svampen är rik på järn, kalium och magnesium, och innehåller dessutom fosfor, kisel och vitamin B1. I det kinesiska köket används såväl färska som torkade och blötlagda judasöron. Smaken är svag men svampaktig. Vanliga användningsområden är i nudelsoppa, stekta rätter (till exempel yakisoba), som sashimi och i inläggningar.

### Medicin
Judasörat har använts som medicinalväxt både inom traditionell europeisk och kinesisk läkekonst. I Europa användes den mjuka och tunna fruktkroppen som omslag mot ögoninflammation. Inom den kinesiska läkekonsten används judasöra av patienter som lider av åderförkalkning och mot andra sjukdomar i blodomloppet. Svampen ska också ha en lindrande verkan på inflammationer och verka nedsättande på kolesterolmängden.

## Giftighet
Judasörat är inte i sig giftigt, men absorberar lätt metaller från värdorganismen. Vanligt förekommande är inslag av kvicksilver, men även krom, mangan, selen och bly kan finnas i svampar som vuxit i förorenade miljöer. Judasöron som växer i nära vägar eller i stadsmiljö, samt nära krigsskådeplatser, ska därför inte betraktas som ätliga.

## Galleri

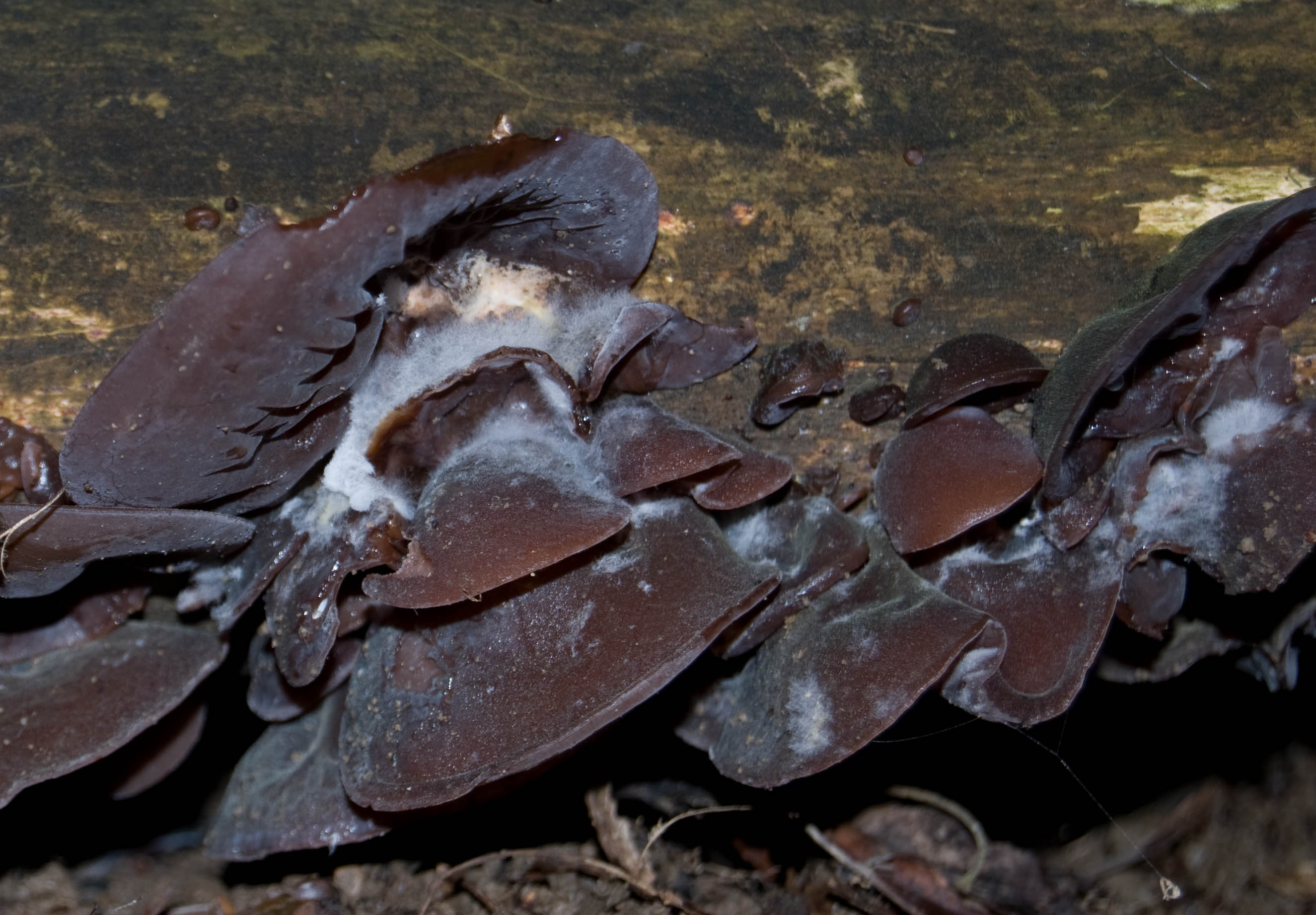
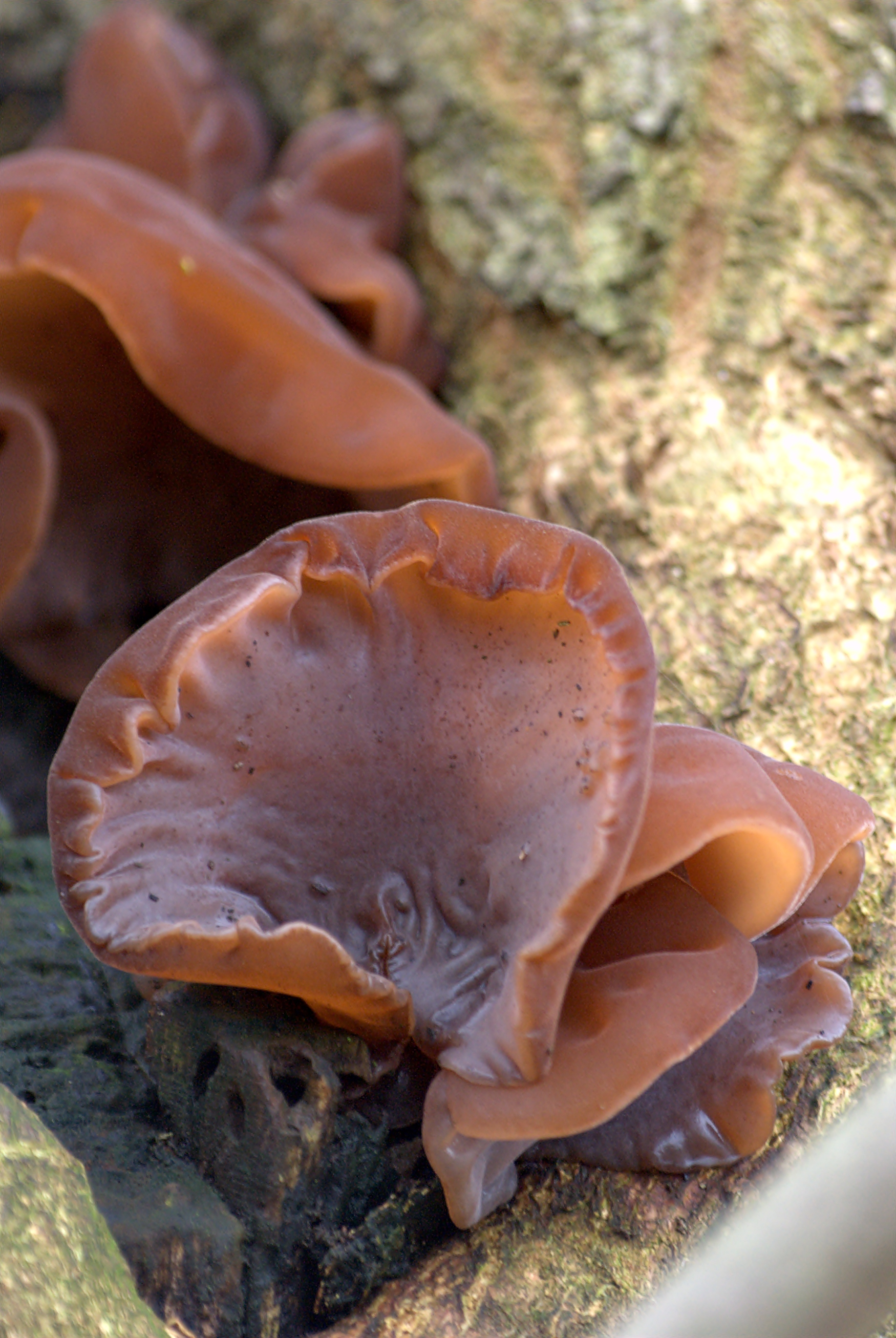
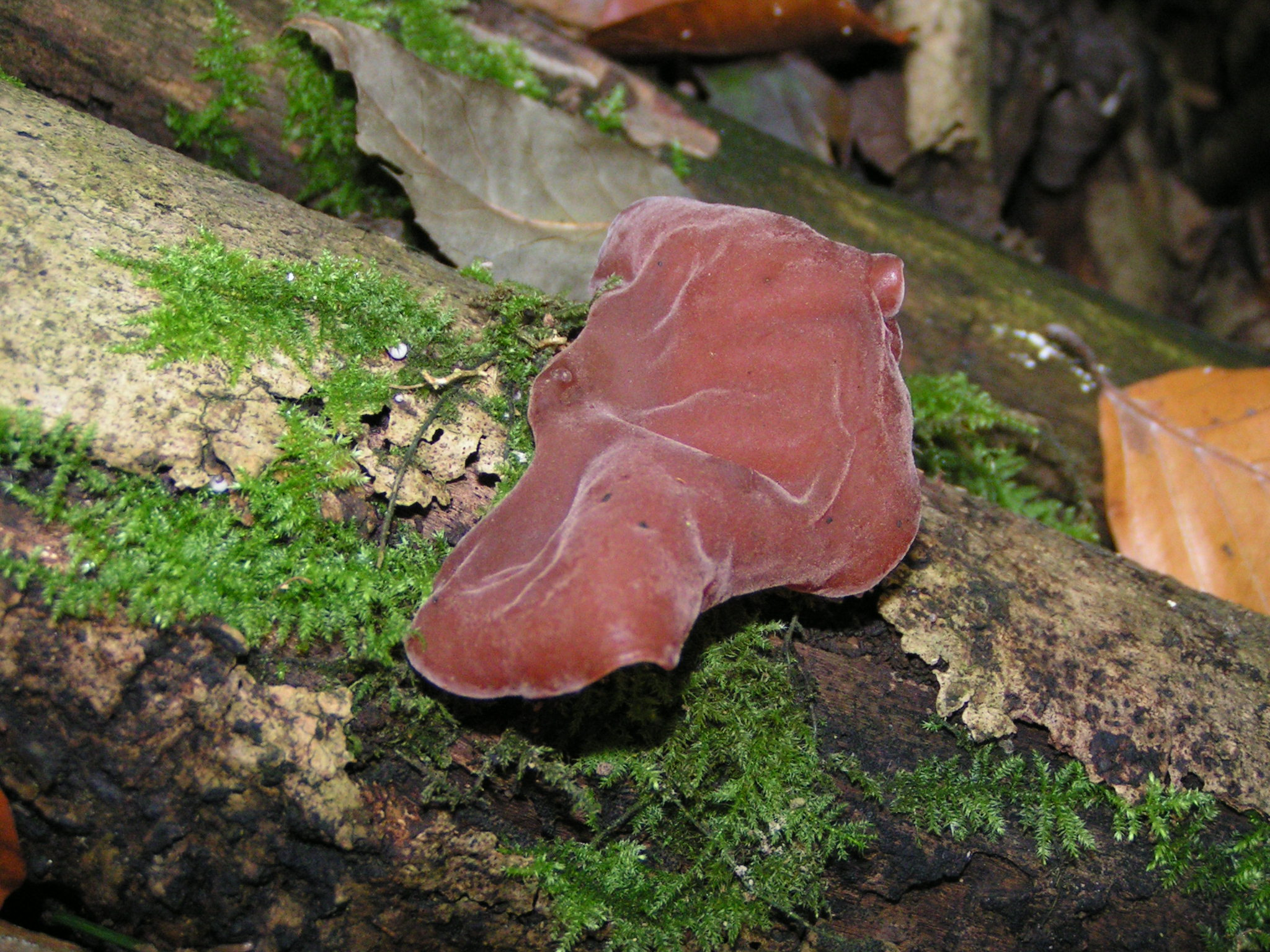
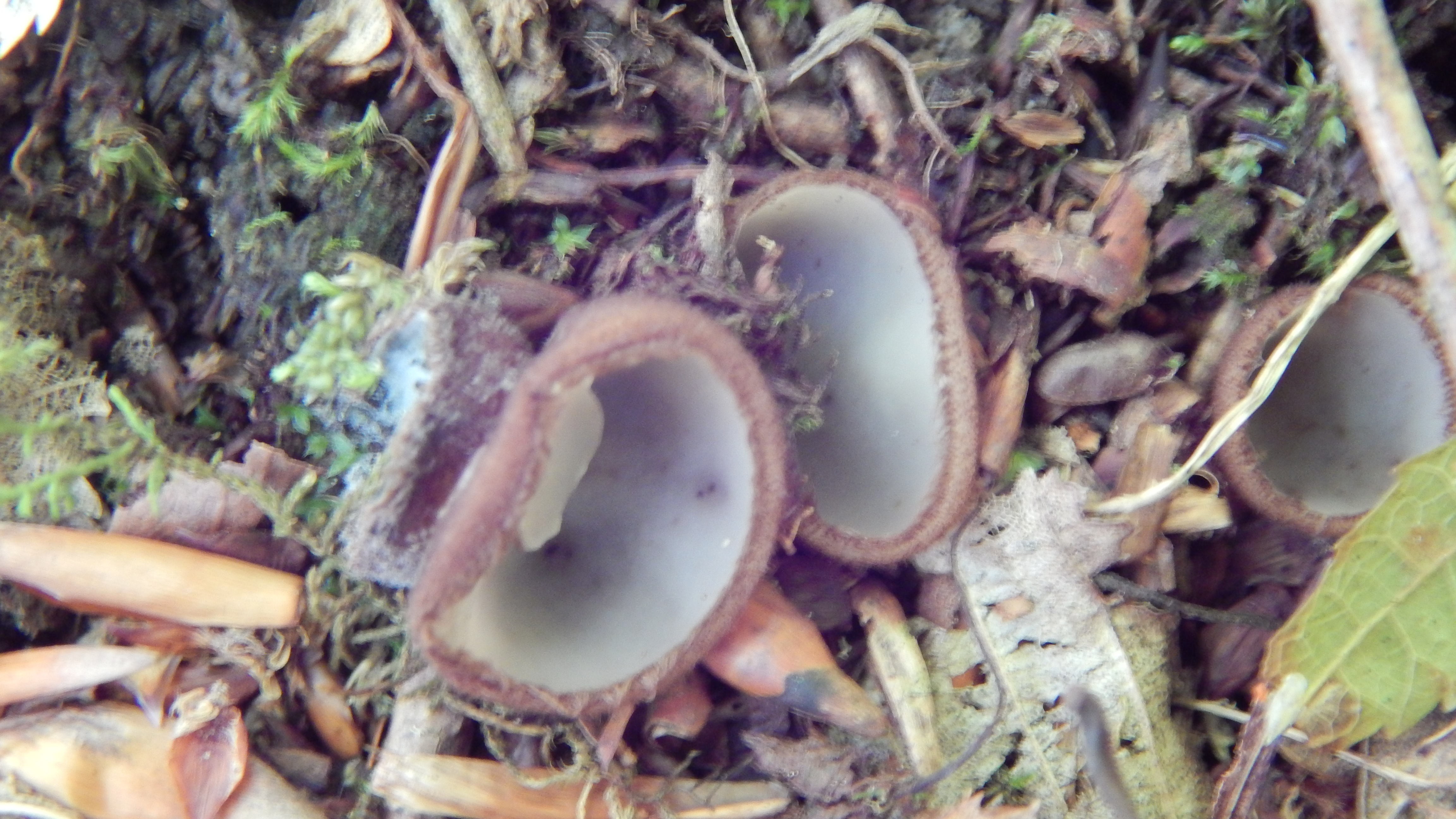
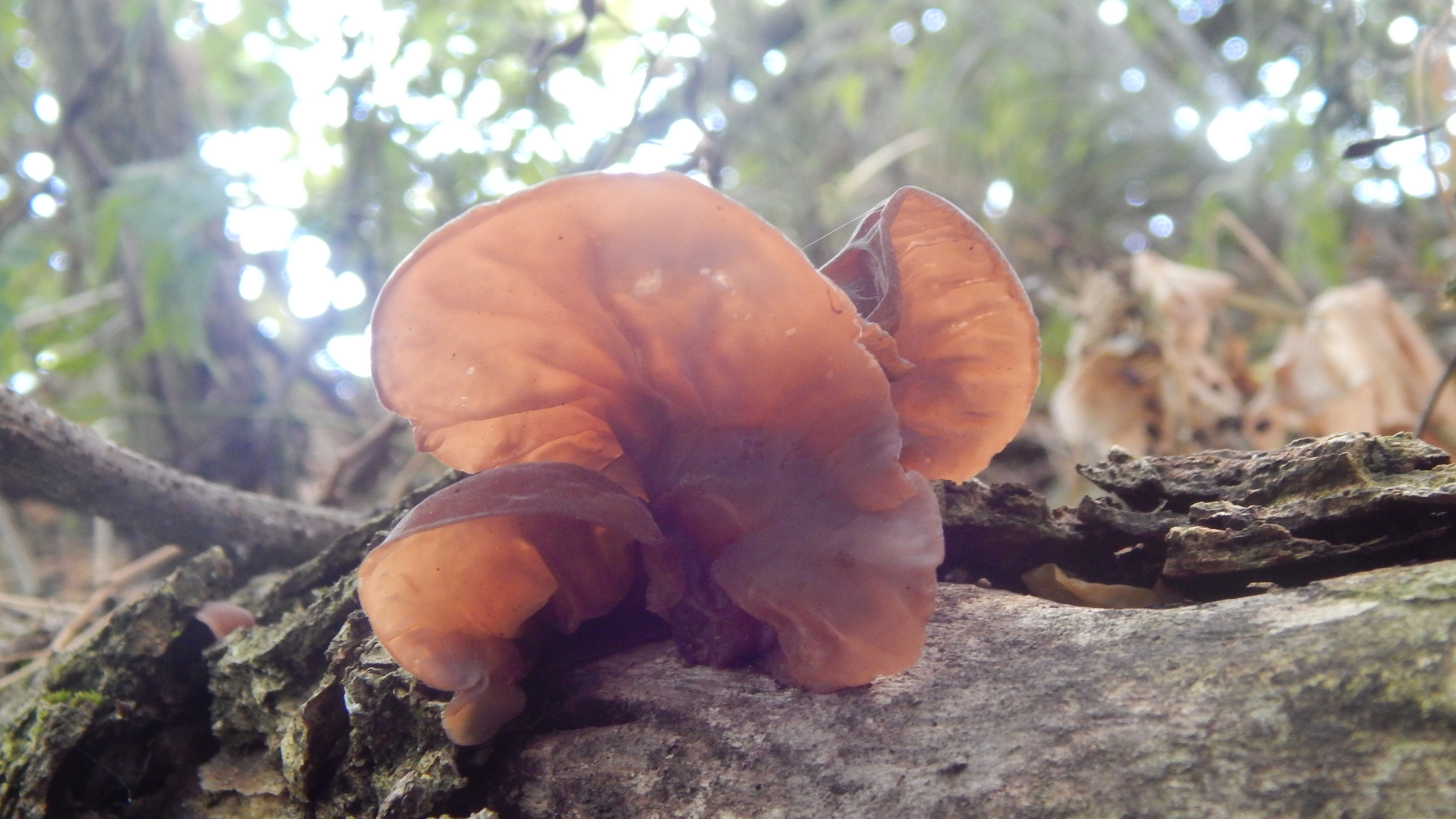